# Gustaf Ribbing (1673–1711)
Gustaf Ribbing af Zernava, född 22 maj 1673 på Gimmersta i Julita socken, Södermanlands län, död 27 februari 1711 i Bender, var en svensk friherre och militär.

## Biografi
Gustaf Ribbing var son till överste Leonard Ribbing och Catharina Falkenberg af Trystorp. Han blev student vid Uppsala universitet 1685, fänrik vid Vellingks regemente i Stade 1691, fänrik vid Livgardet 1695 och löjtnant där 1700. Ribbing deltog under pfalziska tronföljdskriget 1696 och 1697 vid franska armén under fälttågen i Flandern, under stora nordiska kriget vid svenska armén i landstigningen vid Humlebæk och slaget vid Narva, övergången av Düna, slaget vid Kliszów, slaget vid Holowczyn och slaget vid Poltava. Han befordrades till kapten 1701, blev överstelöjtnant vid Björneborgs regemente 1708 och var överste och chef för Upplands regemente 1710–1711. Efter förlusten vid Poltava följde Ribbing kungen till Bender, där han avled och begravdes på Vernitzas grekiska kyrkogård. 

### Egendom
Han skrev sig till Stenhammars slott.